# Jorge Arrate
Pour les articles homonymes, voir Arrate (homonymie).
Jorge Félix Arrate Mac Niven (né le 1er mai 1941 à Santiago du Chili) est un écrivain chilien, avocat, économiste, diplomate, candidat de la coalition Juntos Podemos Más lors de l'élection présidentielle de 2009 (6,21 % des voix au premier tour). Dirigeant historique du Parti socialiste, il a quitté celui-ci début 2009, considérant que la Concertation, au pouvoir depuis la fin du règne de Pinochet, avait fait son temps, et s'affilia pour des raisons légales au Parti communiste (afin d'avoir le droit de se porter candidat).
Il est ministre de l'Éducation du gouvernement de Patricio Aylwin (de 1992 1994) puis ministre du Travail d'Eduardo Frei Ruiz-Tagle (de 1994 à 1998) et enfin ministre secrétaire général de la présidence de 1998 à 1999, à chaque fois dans des gouvernements de la Concertation (gauche) qui est au pouvoir au Chili depuis la chute de Pinochet. Jorge Arrate est également président de la Codelco, l'entreprise nationale de cuivre, sous Salvador Allende, et ministre par intérim des Mines de juin à juillet 1972. Il a exercé par ailleurs plusieurs fonctions internationales, présidant notamment le conseil d'administration de l'Organisation internationale du travail (OIT) en 1996.

## De la jeunesse à l'exil
Fils d'un ex-amiral radical et franc-maçon, Juan Gabriel Arrate Ducoing, et d'Aileen Mac Niven Seymour, il passe sa petite enfance dans le quartier de Plaza Brasil à Santiago , avant de vivre à Viña del Mar de 1945 à 1953 puis à Puente Alto, jusqu'en 1965. Diplômé de l'université du Chili (Santiago) en 1964, Jorge Arrate étudie ensuite aux États-Unis de 1967 à 1969, afin de passer un doctorat d'économie à l'université Harvard . 
Obtenant un master of arts en économie, il retourne faire sa thèse à l'Institut d'économie de l'université du Chili, mais ne termine jamais sa thèse, interrompue par le coup d'État du 11 septembre 1973. Il enseigne alors, à partir de 1966, d'abord à la faculté de droit de l'université du Chili, puis à l'école de sociologie de l'université catholique et à la fac d'économie de l'université du Chili, étant enfin nommé directeur de l'Institut d'économie et de planification de l'université du Chili en 1970.
Militant dès le lycée, Arrate est en outre secrétaire général de la Fédération des étudiants du secondaire de Santiago (Feses) en 1957; président du Centre d'élèves de la faculté de droit de l'université du Chili en 1961 et candidat à la présidence de la Feses en 1963, avec l'appui de la FRAP (Jeunesse communiste et socialiste). Il adhère en 1963 au Parti socialiste, et est désigné par le Comité central, début 1971, à la tête des « techniciens et des professionnels » socialistes.
Fin 1970, le président Salvador Allende le charge de la direction de l'édition Zig-Zag, dont le nom est changé en éditions Quimantú. Il est ensuite nommé assesseur économique début 1971, puis, à partir du 20 octobre 1971, président de la Codelco, l'entreprise nationale du cuivre, étant chargé du processus de nationalisation. Jorge Arrate est par ailleurs ministre par intérim des Mines en juin et juillet 1972.
Le putsch de Pinochet le force à l'exil, d'abord à Rome, puis à Berlin Est et enfin à Rotterdam, assumant alors la charge de secrétaire du Comité des Chiliens à l'extérieur (ou Gauche chilienne à l'extérieur, qui regroupait les différents partis de la coalition de l'Unité populaire et le MIR), ainsi que de Chili Démocratique, organisation internationale de lutte pour les droits de l'homme basée à Rome, luttant contre la dictature pinochettiste . Secrétaire des relations internationales du PS de 1975 à 1977, qui est alors basé à Berlin Est, puis membre du Comité central à partir de 1978 (il le reste durant vingt ans), il fonde ensuite l'Institut pour le Nouveau Chili, en 1977, basé à Rotterdam, avec l'ex-ministre d'Allende Orlando Letelier (par la suite assassiné à Washington dans le cadre de l'opération Condor),. Arrate est directeur de ce Centre, financé jusqu'en 1991 par le gouvernement hollandais. Il dirige aussi les huit universités internationales d'été organisées par l'Institut à Rotterdam, Mendoza (Argentine) et Santiago.

## Le retour au Chili et la transition démocratique

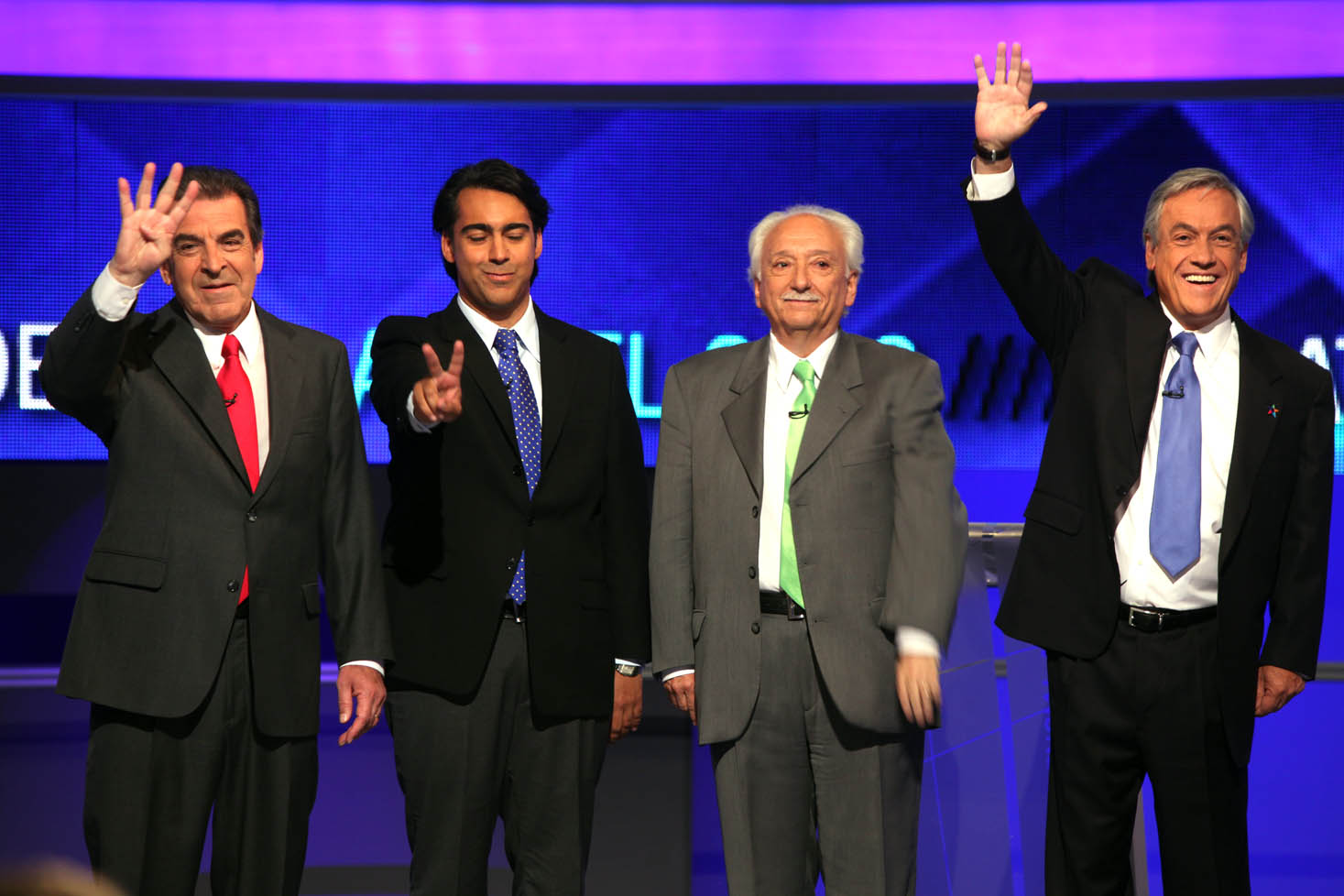
De gauche à droite : Eduardo Frei, Marco Enríquez-Ominami, Jorge Arrate et Sebastián Piñera lors d’un débat télévisé entre candidats à l’élection présidentielle chilienne de 2009, marquant le retour de Jorge Arrate sur la scène politique après la transition démocratique.

Arrate tente sans succès de revenir au Chili, par trois fois, en 1984, étant refoulé à l'aéroport de Santiago vers Buenos Aires et Bogota. En 1987, la dictature l'autorise à entrer, et il profite alors de la légère ouverture politique pour se consacrer à l'organisation politique. Il est alors chargé par la direction socialiste, menée par Ricardo Núñez Muñoz, de préparer la réunification avec le secteur dirigé par Clodomiro Almeyda, qui est célébrée le 29 décembre 1989. Parallèlement, il est ainsi élu (lors des premières élections au suffrage universel organisées par un parti depuis 1973) secrétaire général (officiellement « chef de l'organisation ») du PS lors du Congrès d'Unité Salvador Allende, à Valparaíso.
Avec la transition démocratique, Arrate est désigné par le PS candidat à la mairie de Santiago lors des premières élections municipales démocratiques, en 1992,, perdant face au démocrate chrétien Jaime Ravinet, également membre de la Concertation des partis pour la démocratie.
Avec l'arrivée de la Concertation au pouvoir, Arrate est ministre de l'Éducation du gouvernement d'Aylwin (92-94) puis ministre du Travail et de la Prévision sociale (94-98) et secrétaire général du gouvernement (98-99) du gouvernement d'Eduardo Frei; sa femme, l'écrivaine Diamela Eltit, est quant à elle attachée culturelle à l'ambassade chilienne à Mexico sous Aylwin. Il préside également la Conférence interaméricaine des ministres de la Culture en 1993, le Convenio Andrés Bello (basé à Bogotá) de 1993 à 1994 et la Conférence interaméricaine des ministres de l'Éducation en 1994, puis est vice-président de la Conférence des ministres du Travail du Mouvement des pays non alignés en 1995. L'année suivante, il est élu président du conseil d'administration de l'Organisation internationale du travail (OIT), poste qu'il exerce un an. Il est ensuite nommé ambassadeur à Buenos Aires (2000-2003) par le gouvernement de Ricardo Lagos.
En 2005, il se présente aux sénatoriales dans la quatrième région de Coquimbo sur les listes du PS, qui n'avait réussi à y faire élire aucun sénateur depuis 1973, et obtient près de 20 % des voix. Deux ans plus tard, il propose d'enclencher un « nouveau cycle politique » considérant que la Concertation a fait son temps. Début 2008, quelques centaines de membres de son parti le poussent à se présenter à la présidentielle, défi qu'il accepte de relever.
Il est par ailleurs professeur invité à l'université nationale de Cuyo (Argentine) à partir de 1987, ainsi qu'à l'université de Berkeley à Berkeley et à l'université de Virginie, devenant de surcroît premier directeur de l'école d'administration publique de l'université de Santiago en 1992, puis président de la Corporation universitaire ARCIS en 2003-2006, et enfin doyen de l'université de Talca en 2008.

## L'élection présidentielle de 2009

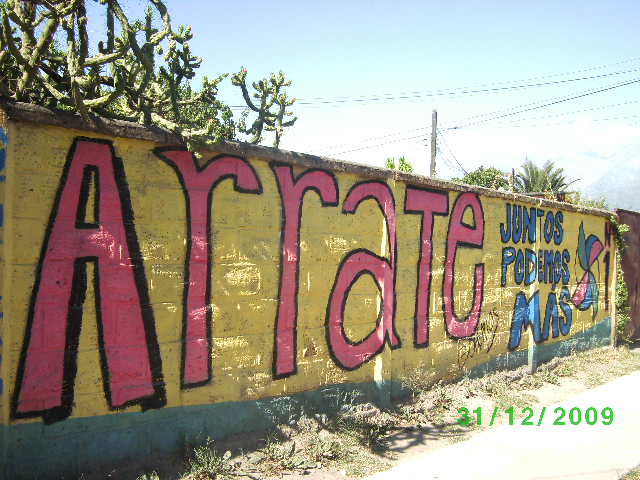
Peinture murale en faveur de Jorge Arrate faite par la brigade Los Bohemios de La Florida, à Santiago du Chili.

Il démissionne, le 14 janvier 2009, du PS, qui demeure membre de la Concertation, et est officiellement proclamé candidat de la coalition de gauche Juntos Podemos le 25 avril, éclipsant le communiste Guillermo Teillier et l'« humaniste » Tomás Hirsch,.
En juillet, le Parti humaniste l'accuse d'être trop proche du candidat officiel de la Concertation, Eduardo Frei, et décide d'abandonner Junto Podemos pour soutenir l'ex-député socialiste Marco Enríquez-Ominami,,, qui arrive troisième, avec près de 20 % des voix, lors du premier tour. Quelques jours après cette recomposition politique, Arrate décide de devenir officiellement membre du Parti communiste, étant légalement obligé, pour se présenter à la présidentielle, d'être affilié à un parti,. En janvier 2010 il termine son affiliation au Parti communiste. Au premier tour de la présidentielle, qui a lieu le 13 décembre 2009, il obtient 6,21 % des voix, arrivant quatrième. Quelques jours plus tard, il apporte son soutien à Eduardo Frei, qui a mis Sebastián Piñera (droite) en ballotage .

## Résultats électoraux
| Candidat                   | Coalition                         | Parti       | Suffrages | %     | Résultats            |
| -------------------------- | --------------------------------- | ----------- | --------- | ----- | -------------------- |
| Jaime Ravinet de la Fuente | Concertation                      | PDC         | 49.266    | 38,03 | Maire                |
| Herman Chadwick Piñera     | Participación y Progreso (droite) | UDI         | 16.933    | 13,07 | Conseiller municipal |
| Jorge Arrate Mac Niven     | Concertation                      | PS          | 14.559    | 11,24 | Conseiller municipal |
| Arturo Alessandri Cohn     | Participación y Progreso (droite) | Indépendant | 12.750    | 9,84  | Conseiller           |
| Fernando Valdés Celis      | Participación y Progreso (droite) | RN          | 4.618     | 3,56  | Concejal             |
| Julio Silva Solar          | Concertation                      | PPD         | 3.447     | 2,66  | Conseiller           |
| Manuel Díaz Valenzuela     | Concertation                      | DC          | 1.987     | 1,53  | Conseiller           |
| Mario Farías Fernández     | Concertation                      | PR          | 1.984     | 1,53  | Conseiller           |
| Rodolfo Fortunatti Molina  | Concertation                      | DC          | 1.577     | 1,22  | Conseiller           |
| Andrés Koryzma Zep         |                                   | AHV         | 1.551     | 1,20  | Conseiller           |

| Candidat                | Coalition                       | Parti           | Suffrages | %     | Résultats |
| ----------------------- | ------------------------------- | --------------- | --------- | ----- | --------- |
| Jorge Pizarro Soto      | Concertation                    | PDC             | 101.671   | 40,37 | Sénateur  |
| Evelyn Matthei Fornet   | Alliance pour le Chili (droite) | UDI             | 71.697    | 28,47 | Sénatrice |
| Jorge Arrate Mac Niven  | Concertation                    | PS              | 48.931    | 19,43 |           |
| Arturo Longton Guerrero | Alliance pour le Chili          | RN              | 12.571    | 4,99  |           |
| Luis Aguilera González  | Juntos Podemos Más              | PC              | 10.607    | 4,21  |           |
| Joaquín Arduengo Naredo | Juntos Podemos Más              | Parti humaniste | 6.384     | 2,53  |           |

### Élection présidentielle de 2009
Résultats officiels du premier tour :
| Candidat                | Coalition-Parti             | Suffrages exprimés | Pourcentages |
| ----------------------- | --------------------------- | ------------------ | ------------ |
| Sebastián Piñera        | CPC-RN (droite)             | 3 074 164          | 44,06        |
| Eduardo Frei Ruiz-Tagle | CPD-PDC (gauche)            | 2 065 061          | 29,60        |
| Marco Enríquez-Ominami  | NMC-sans étiquette (gauche) | 1 405 124          | 20,14        |
| Jorge Arrate            | JPM-PCCh (gauche)           | 433 195            | 6,21         |